# Веллстон (Мічиган)
Веллстон (англ. Wellston) — переписна місцевість (CDP) в США, в окрузі Меністі штату Мічиган. Населення — 254 особи (2020).

## Географія
Веллстон розташований за координатами 44°13′5″ пн. ш. 85°57′43″ зх. д. / 44.21806° пн. ш. 85.96194° зх. д. (44.218017, -85.962032).  За даними Бюро перепису населення США в 2010 році переписна місцевість мала площу 2,63 км², з яких 2,52 км² — суходіл та 0,11 км² — водойми.

## Демографія
Згідно з переписом 2010 року, у переписній місцевості мешкало 311 особа в 136 домогосподарствах у складі 85 родин. Густота населення становила 118 осіб/км².  Було 263 помешкання (100/км²).
Расовий склад населення:
| - 95,2 % — білих - 3,2 % — корінних американців - 0,3 % — чорних або афроамериканців - 0,3 % — азіатів |

До двох чи більше рас належало 0,6 %. Частка іспаномовних становила 1,6 % від усіх жителів.
За віковим діапазоном населення розподілялося таким чином: 20,3 % — особи молодші 18 років, 63,0 % — особи у віці 18—64 років, 16,7 % — особи у віці 65 років та старші. Медіана віку мешканця становила 46,8 року. На 100 осіб жіночої статі у переписній місцевості припадало 99,4 чоловіків;  на 100 жінок у віці від 18 років та старших — 101,6 чоловіків також старших 18 років.
Середній дохід на одне домашнє господарство  становив 33 300 доларів США (медіана — 32 143), а середній дохід на одну сім'ю — 34 796 доларів (медіана — 31 136). За межею бідності перебувало 34,9 % осіб, у тому числі 55,6 % дітей у віці до 18 років та 0,0 % осіб у віці 65 років та старших.
Цивільне працевлаштоване населення становило 74 особи. Основні галузі зайнятості: роздрібна торгівля — 39,2 %, мистецтво, розваги та відпочинок — 31,1 %, транспорт — 5,4 %, науковці, спеціалісти, менеджери — 5,4 %.